# Sun Wen
Sun Wen (chinesisch 孙雯, Pinyin Sūn Wén; * 6. April 1973 in Shanghai) ist eine ehemalige chinesische Fußballspielerin. Sie war Stürmerin.
Sun debütierte im Alter von 17 Jahren in der chinesischen Nationalmannschaft, mit der sie 1991, 1995, 1999 und 2003 an der Weltmeisterschaft teilnahm. 1999 unterlag sie mit ihrer Mannschaft im Finale erst im Elfmeterschießen gegen die USA. Sie wurde als beste Spielerin ausgezeichnet und teilte sich den Titel der Torschützenkönigin mit der Brasilianerin Sissi.
1996 gewann sie bei den Olympischen Spielen die Silbermedaille. Bei den Spielen 2000 wurde sie Torschützenkönigin des Turniers, obwohl die chinesische Olympiaauswahl bereits in der Vorrunde ausschied. Zwischen 2001 und 2002 spielte sie für Atlanta Beat in der kurzlebigen US-Profiliga WUSA. Nach dem Gewinn der Asienmeisterschaft 2006 beendete sie ihre Karriere. Insgesamt absolvierte sie 126 Länderspiele in denen sie 89 Tore erzielte.